# Monero (criptomoneda)
Monero (XMR) es una criptomoneda de código abierto lanzada el 18 de abril de 2014, que prioriza la privacidad y la descentralización, y se ejecuta en Windows, macOS, GNU/Linux, Android y FreeBSD. Monero usa un registro de transacciones público y las nuevas unidades se crean mediante un proceso llamado «minado». Su objetivo es mejorar los anteriores diseños de criptomonedas, ocultando la identidad de emisores y receptores y las cantidades de las transacciones, así como haciendo más igualitario el proceso de minado mediante el uso de algoritmos que no permiten la centralización del poder de minado por parte de los mineros que usan ASICs o GPUs. Actualmente el algoritmo de minado que usa Monero es RandomX.
Su énfasis en la privacidad ha suscitado usos ilícitos por parte de personas interesadas en eludir la acción de la justicia. El minado igualitario hizo posible distribuir el trabajo de minería, lo que abre nuevos cauces de recaudación tanto para editores de Internet legítimos, como para piratas informáticos que de manera encubierta insertan códigos de minado en webs y aplicaciones para teléfonos inteligentes.

## Arquitectura

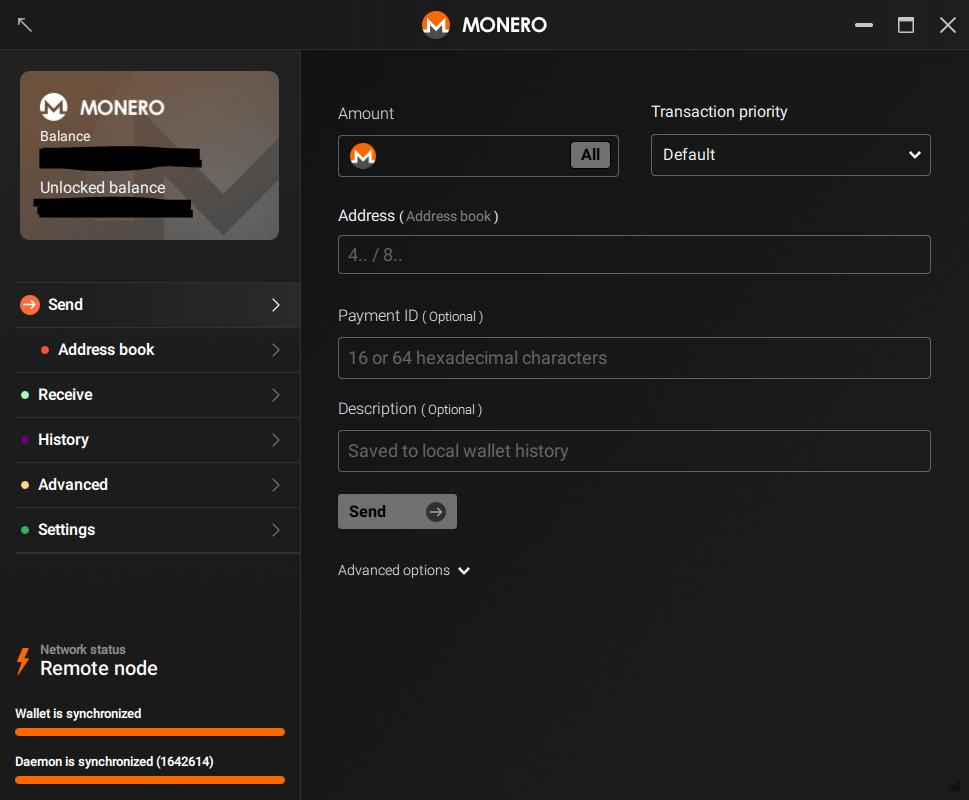
Monero GUI 0.12.3.0 ejecutándose en Windows 10

A diferencia de muchas criptomonedas derivadas de Bitcoin, Monero se basa en la función resumen CryptoNight PoW, que procede del protocolo CryptoNote. Presenta notables diferencias algorítmicas relativas a la ofuscación de cadenas de bloques. Al proporcionar un alto grado de privacidad, Monero es fungible, lo que significa que toda unidad de la moneda puede ser sustituida por otra unidad. Esto hace a Monero diferente de las criptomonedas de transacciones públicas como Bitcoin, en las que las direcciones con monedas asociadas a actividades indeseables pueden ser incluidas en listas negras y sus monedas rechazadas por otros usuarios.
En concreto, las firmas de anillo mezclan la dirección del emisor con un grupo de otras direcciones, haciendo exponencialmente más y más difícil rastrear cada nueva transacción. Además, las «direcciones furtivas» generadas por cada transacción hacen imposible descubrir las auténticas direcciones de destino de una transacción por cualquier otra persona que no sea el emisor o el receptor. Por último, el mecanismo de «transacciones confidenciales en anillo» ocultan la cantidad transferida.
Monero se diseñó para ser resistente a la minería con circuitos integrados de aplicación específica, que suelen usarse para minar otras criptomonedas como Bitcoin. Se puede hacer minería de Monero con cierta eficiencia usando hardware convencional como x86, x86-64, ARM y procesadores GPU.

## Historia
El protocolo subyacente CryptoNote en el que se basa Monero fue publicado originalmente por un autor anónimo, bajo el alias Nicolás van Saberhagen, en octubre de 2013.
Monero fue presentado originalmente por un usuario del foro Bitcointalk, conocido como thankful_for_today, bajo el nombre BitMonero, traducción literal de la palabra Bitcoin al esperanto. Cinco días después, los partidarios de la moneda optaron por que el nombre se abreviase a Monero (literalmente, «moneda» en esperanto).
En septiembre de 2014, Monero recibió un ataque de origen desconocido en el que se explotaba una vulnerabilidad en CryptoNote que permitía la creación de dos subcadenas que mutuamente rehusaban reconocer la validez de sus transacciones. Posteriormente, CryptoNote publicó un parche para la vulnerabilidad, que fue implementado por Monero.
Durante el año 2016, Monero experimentó un rápido crecimiento en capitalización bursátil y volumen de transacciones, debido en parte a su adopción por parte de un importante mercado de la Red Oscura, AlphaBay, que fue clausurado por las autoridades en julio de 2017.
El 10 de enero de 2017 se reforzó la privacidad de las transacciones de Monero mediante la adopción del algoritmo Confidential Transactions, creado por el desarrollador de Bitcoin Gregory Maxwell, que oculta las cantidades transferidas, junto con una versión mejorada de las Firmas en Anillo.
Recientemente, Monero anunció una actualización que reducirá el costo de las transacciones en un 97%. Para esto, se empleará la tecnología Bullet Proof.
A mediados de 2025, la red fue objeto de un intento de ataque del 51% por parte del proyecto Qubic, cuyo objetivo declarado era demostrar la viabilidad de su modelo económico. La ofensiva, que incluyó una fase de "minería sigilosa", provocó una fuerte reacción defensiva de la comunidad de Monero y una notable volatilidad en el precio del activo.

## Privacidad

Representación gráfica del rastreo de las firmas en anillo.

La cadena de bloques de Monero protege la privacidad de tres maneras. Las firmas en anillo permiten al emisor ocultarse entre los datos de otras transacciones, las direcciones furtivas ocultan la dirección receptora de la transacción y las transacciones confidenciales en anillo ocultan la cantidad de la transacción. En consecuencia, Monero presenta una cadena de bloques opaca. Esto lo diferencia notablemente de la transparente y rastreable cadena de bloques utilizada por Bitcoin. Así, de Monero se dice que es «privada, y opcionalmente transparente», y puede ser preferida para criminales.
Monero usa dos claves diferentes, llamadas «clave de vista» (view key) y «clave de gasto» (spend key). La clave de vista se puede compartir por separado para habilitar la transparencia opcional. Sin embargo, el sistema está diseñado para facilitar el procesamiento en dispositivos móviles, ya que es imposible calcular un balance exacto de la cartera sin una clave de gasto.

## Trazabilidad de las transacciones
En abril de 2017 una investigación destacó tres importantes amenazas a la privacidad de los usuarios de Monero. La primera se apoya en las firmas en anillo de longitud cero, y la posibilidad de ver las cantidades transferidas. La segunda, descrita como "Explotar la Fusión de los Outputs", implica rastrear las transacciones en las que dos outputs corresponden al mismo usuario, como los casos en los que una persona se envía fondos a sí misma. Finalmente, la tercera amenaza, «Análisis Temporal», implica que predecir la salida correcta en una firma en anillo es más fácil de lo que se pensaba.
El equipo de desarrollo de Monero abordó el primer problema a principios de 2017 introduciendo las Transacciones Confidenciales en Anillo (ringCT) y haciendo obligatorio un tamaño mínimo de las firmas en anillo en la actualización del protocolo de marzo de 2016. Los desarrolladores de Monero también señalaron que Monero Research Labs, su rama académica y de investigación, ya había identificado y descrito la deficiencia en dos artículos publicados en 2014 y 2015.

## Programa cliente
Los usuarios necesitan un programa cliente, denominado cartera, para interactuar con la red Monero. El proyecto Monero mantiene una implementación de referencia de una cartera de Monero. Esta implementación se compone de tres partes. El principal servicio se denomina monerod y es el responsable de leer la cadena de bloques y reclamar las transacciones del usuario. monero-wallet-cli es el encargado de gestionar la cuenta del usuario, también llamada «dirección de la cartera», y de generar nuevas transacciones. Finalmente, Monero GUI permite al usuario interactuar con los otros componentes utilizando una interfaz gráfica. Todos los programas producidos por el Proyecto Monero son de código abierto y se distribuyen bajo licencias permisivas BSD.
Existen otras implementaciones de terceros de clientes Monero, como Monerujo («monedero» en esperanto) que también permite usar Monero en Android. Por último, una cartera web permite a los usuarios interactuar con la red enteramente a través del navegador, usando una web de terceros.

## Usos ilícitos
La viabilidad de la minería de Monero con CPU básicas ha hecho posible que un actor malicioso pueda distribuir encubiertamente mineros embebidos en programas malignos, usando el equipo y la electricidad de la víctima para producir beneficios al desarrollador del programa.
La implementación JavaScript del minero de Monero Coinhive permite embeber al minero en una web de modo que use la CPU del usuario que la visita para minar la criptomoneda mientras dure la visita. Aunque esto puede hacerse con el consentimiento del usuario como fuente de ingresos alternativa a mostrar anuncios, algunas webs lo han hecho sin consentimiento informado, lo que ha dado lugar a que los mineros de navegador sean bloqueados por extensiones de navegador y listas de suscripción de bloqueo de anuncios.
Los usuarios de Bitcoin a veces emplean Monero para romper vínculos entre transacciones, convirtiendo primero bitcoins a Monero y luego, tras una cierta demora, otra vez a bitcoins, para luego enviarlos a una dirección no relacionada con las direcciones usadas anteriormente. Algunos investigadores han informado de que los operadores tras el incidente global de secuestro digital WannaCry han convertido sus ganancias a Monero. Este es también el método preferido de pago del conocido grupo de hackers The Shadow Brokers. Las plataformas de intercambio ShapeShift y Changelly cooperaron con la policía cuando se supo que los responsables de WannaCry las había usado para convertir Bitcoin a Monero. «Cualquier transacción realizada en ShapeShift no puede ocultarse u ofuscarse y son por lo tanto cien por cien transparentes», aseguró una declaración de ShapeShift.